# Monte della Mandra
El monte della Mandra es un monte de la República de San Marino que se encuentra cerca del río Cando a mitad de la carretera entre los castelli de San Marino, Faetano, Montegiardino y Fiorentino. Alcanza 352 m s. n. m. y se encuentra a la derecha del monte Titano.
- Datos: Q3862154